# جوش بولر
جوش بولر (بالإنجليزية: Josh Bowler)‏ هو لاعب كرة قدم بريطاني في مركز نصف الجناح، ولد في 5 مارس 1999 في تشيرتسي في المملكة المتحدة. لعب مع نادي إيفرتون.